# David Soria Solís
David Soria Solís, más conocido como David Soria (Madrid, España, 4 de abril de 1993), es un futbolista español que juega de portero. Actualmente juega en el Getafe C. F. de la Primera División de España.

## Trayectoria
Formado en la cantera del Real Madrid hasta los juveniles, ya que en su último año de cadete no jugó lo que esperaba y se marchó al Atlético de Madrid. Pero ese cambio de club apenas duró un curso, pues regresó al Madrid donde estuvo 3 años más. Al salir del Real Madrid en 2012 fue a probar en el Leicester City donde por culpa de una lesión se vio truncado el fichaje. Tampoco fue posible su fichaje en el Birmingham City, donde estuvo un mes y medio, pero debido a problemas salariales se vio obligado a dejar el club para recalar en el Stoke City de prueba.
Decide pues volver a España y entrenar en el C. D. Canillas y está a punto de fichar por el Real Betis "B", pero el descenso hace que no se realice el fichaje, por lo que prueba suerte en el Real Sporting de Gijón donde le dicen que no cuentan con él. Es ahí cuando el guardameta madrileño llegó al Sevilla en el verano de 2013 para reforzar al filial, gracias a la lesión de Néstor que dejó un hueco en el filial C. Tras pasar por el Sevilla Atlético, las siguientes dos temporadas.
En la campaña 2015/16 pasó al primer equipo por la lesión del portugués Beto y desde entonces fue un fijo en las convocatorias del técnico Unai Emery. Debutó de forma oficial con el Sevilla en un partido copero contra el Logroñés en Las Gaunas y ha disputado partidos en la Copa del Rey y en la Europa League, donde fue decisivo en la tanda de penaltis contra el Athletic Club. En el encuentro de ida, el guardameta se doctora en La Catedral.
En abril de 2016, portero amplió su contrato con el club hispalense por dos temporadas más, hasta junio de 2019. David terminaba su vinculación con el club sevillista al final de la próxima temporada 2016-17 y la cláusula de rescisión incluida en su nuevo contrato pasa a ser de 20 millones de euros.
El 18 de mayo ganó la UEFA Europa League con el Sevilla, donde fue decisivo al atajar tres ocasiones claras de gol del Liverpool.
A principios de la temporada 2016/17 parte como portero suplente del Sevilla FC, pero una lesión hace que se fiche al guardameta italiano Salvatore Sirigu para que ocupe su lugar. La rápida recuperación de la lesión hace que se estudie en el club la cesión de uno de los dos porteros decantándose por el italiano.En la última jornada de la temporada hace su debut en la liga con el Sevilla.
El 13 de julio de 2018, el Getafe Club de Fútbol anunció su incorporación para las siguientes cuatro temporadas a cambio de 1,5 millones de euros, no obstante el Sevilla se guardo una opción de recompra de 3,5 millones de euros por dos temporadas (2018-2019 y 2019-2020). Su inicio en el club azulón no pudo ser mejor, siendo la figura del equipo el 31 de agosto frente al Valladolid, dejando la puerta a cero.

## Estadísticas

### Clubes
Actualizado al último partido disputado el 21 de diciembre de 2024.
| Sevilla Atlético · España             | 2.ª B         | 2013-14       | 16  | 11  | —  | —  | —  | —  | 16  | 11  |
| Sevilla Atlético · España             | 2.ª B         | 2014-15       | 34  | 30  | —  | —  | —  | —  | 34  | 30  |
| Sevilla Atlético · España             | 2.ª B         | 2015-16       | 4   | 1   | —  | —  | —  | —  | 4   | 1   |
| Sevilla Atlético · España             | Total club    | Total club    | 54  | 42  | 0  | 0  | 0  | 0  | 54  | 42  |
| Sevilla F. C. · España                | 1.ª           | 2015-16       | 0   | 0   | 4  | 0  | 9  | 8  | 13  | 8   |
| Sevilla F. C. · España                | 1.ª           | 2016-17       | 1   | 0   | 2  | 4  | 0  | 0  | 3   | 4   |
| Sevilla F. C. · España                | 1.ª           | 2017-18       | 15  | 19  | 3  | 5  | 2  | 2  | 20  | 26  |
| Sevilla F. C. · España                | Total club    | Total club    | 16  | 19  | 9  | 9  | 11 | 10 | 36  | 38  |
| Getafe C. F. · España                 | 1.ª           | 2018-19       | 37  | 34  | 0  | 0  | —  | —  | 37  | 34  |
| Getafe C. F. · España                 | 1.ª           | 2019-20       | 38  | 37  | 0  | 0  | 4  | 4  | 42  | 41  |
| Getafe C. F. · España                 | 1.ª           | 2020-21       | 28  | 31  | 1  | 1  | —  | —  | 29  | 32  |
| Getafe C. F. · España                 | 1.ª           | 2021-22       | 38  | 41  | 0  | 0  | —  | —  | 38  | 41  |
| Getafe C. F. · España                 | 1.ª           | 2022-23       | 38  | 45  | 1  | 0  | —  | —  | 39  | 45  |
| Getafe C. F. · España                 | 1.ª           | 2023-24       | 38  | 52  | 2  | 3  | —  | —  | 40  | 55  |
| Getafe C. F. · España                 | 1.ª           | 2024-25       | 18  | 15  | 0  | 0  | —  | —  | 18  | 15  |
| Getafe C. F. · España                 | Total club    | Total club    | 235 | 255 | 4  | 4  | 4  | 4  | 243 | 263 |
| Total carrera                         | Total carrera | Total carrera | 305 | 316 | 13 | 13 | 15 | 14 | 333 | 343 |
| (1) Hace referencia a goles encajados |               |               |     |     |    |    |    |    |     |     |

## Palmarés

### Torneos internacionales
| Título             | Equipo  | País   | Año  |
| ------------------ | ------- | ------ | ---- |
| UEFA Europa League | Sevilla | España | 2016 |